# François de Langes
François de Langes (* 1664 in Orange; † 29. Februar 1720 in Neuenburg, heimatberechtigt ab 1704 in Genf und ab 1717 in Neuenburg) war Gouverneur von Orange, preußischer Oberst und Gouverneur von Neuenburg.
François de Langes, Baron de Lubières, entstammt der protestantischen Familie aus dem Fürstentum Orange. Sein Vater Frédéric de Langes war Präsident des Parlaments in Orange und starb 1697 in einem französischen Gefängnis. Er wurde verhaftet, da er kein Katholik werden wollte. Seine Mutter war dessen Ehefrau Olympe de Langes de Montmirail († 1698).

## Leben
Als Wilhelm III. von Oranien-Nassau 1702 starb, erhob der französische König wieder Ansprüche auf das Fürstentum Orange, das er im Rahmen des Spanischen Erbfolgekriegs seit 1701 besetzt hielt. Das katholische Frankreich sah sich durch das protestantische Fürstentum bedroht, so nahmen die Repressalien zu. Der seit 1697 regierende Gouverneur François de Langes bekam die Erlaubnis sich nach Genf zurückzuziehen. Er ging 1702 als Oberst der Kavallerie in preußische Dienste. Der preußische König Friedrich I. gehörte zu den Erben von Wilhelm III. In Berlin machte er sich für seine protestantischen Landsleute stark und war Vorsitzender der Eingliederungskommission in Berlin. 1714 wurde er Träger des Ordens De la Générosité und Kommandeur der preußischen Truppen in Neuenburg und 1717 der Gouverneur von Neuenburg. Bereits 1716 erwarb er das Gut Montmirail, welches ein Teil der Gemeinde Thielle-Wavre (2008 aufgelöst) war. 1720 starb François de Langes in Neuenburg.

## Familie
Er war mit Marie Calandrini (* 1677; † 26. Dezember 1762) verheiratet. Sie war die Tochter von Jean-Louis Calandrini, einem Kaufmann und Offizier in englischen Diensten.
- Frédéric (1704–1704)
- Susanne Albertine (* 1706; † 1. Juli 1778) ⚭ Ami Lullin (1695–1756)
- Marie Louise (* 1710; † 13. September 1781) ⚭ Antoine Saladin (1697–1744)
- Charles-Benjamin de Langes (* 1714; † 1. Juni 1790), Schriftsteller, Mitglied der Société des Gens de Lettre ⚭ Olimpe Camp († 1785)